# Hitna medicina
Hitna medicina je medicinska djelatnost koju se organizira radi neprekidnog hitnog medicinskog zbrinjavanja svih osoba kojima je zbog bolesti, stradanja ili ozljede neposredno ugrožen život, pojedini organ ili dijelovi tijela odnosno kod kojih bi u kratkom vremenu moglo doći do životne ugroženosti, a radi maksimalnog skraćenja vremena od nastanka hitnog stanja do konačnog medicinskog zbrinjavanja. Obuhvaća sprovođenje mjera hitnoga medicinskog zbrinjavanja, hitnog prijevoza oboljelih i ozlijeđenih osoba u odgovarajuću zdravstvenu ustanovu te medicinskog zbrinjavanja za vrijeme prijevoza. Uže su ovoj djelatnosti posvećeni zavodi za hitnu medicinu.